# Suffer the Children
Suffer the Children é uma canção da banda britânica Tears for Fears. Escrita e interpretada por Roland Orzabal e lançada em novembro de 1981, foi o primeiro lançamento da banda, gravado em Bath, pouco tempo depois da saída de Orzabal e Curt Smith de sua banda anterior, Graduate. Mais tarde, a canção foi regravada para inclusão no primeiro álbum da banda, The Hurting, em 1983.

## Origem e produção
Juntamente com “Pale Shelter”, “Suffer the Children” foi uma das duas demos que levou o Tears for Fears até seu primeiro contrato com a gravadora Phonogram, em 1981.
“Suffer the Children” foi a primeira canção que fizemos juntos quando deixamos a banda Graduate. Foi também nossa primeira experiência com sequenciadores e baterias eletrônicas, com um cara chamado David Lord, que trabalhou com Peter Gabriel e mais outras pessoas em Bath. Então essa foi a realmente a primeira canção que nós fizemos como Tears for Fears."— Curt Smith
O título da canção se assemelha a uma passagem bíblica do livro de Mateus (19:14), em que Jesus Cristo ensina sobre a inocência das crianças. De acordo com Orzabal:
"Nós realmente estávamos focados nisso na época – nós pensávamos que as crianças nasciam inocentes, boas e santas... quando você tem filhos e precisa cuidar deles, você percebe o quão difícil isso é. Mas é aquele tipo de coisa – com todos dizendo “olha o que você está fazendo com o seu filho”."— Roland Orzabal 
Mais tarde a canção foi regravada pelos produtores Chris Hughes e Ross Cullum para inclusão da mesma no álbum The Hurting, em 1983. Essa gravação era diferente da original de 7’’ pela subtração de um verso extra cantado por Curt Smith no início da canção. Ambas das versões da canção contaram notavelmente com a esposa de Orzabal, Caroline, interpretando um “vocal infantil” durante a ponte. 

## Lançamento e relançamento
“Suffer the Children” foi lançado no Reino Unido como um único single em ambos dos formatos, 7’’ e 12’’. A versão 7’’ contava com a gravação original da canção, enquanto a de 12’’ contava com ambos dos remix e versões instrumentais. Os dois formatos contavam com um curto lado B, “Wino”, que com poucos sintetizadores ou produção de qualquer tipo, não era característico do corpo de trabalho da banda na época. Apesar de ser incluída à lista da influente Radio 1 pelos DJ’s John Peel e Peter Powell, o single fracassou nas paradas de sucesso.
Em 1985, seguido do enorme sucesso do segundo álbum da banda, Songs from the Big Chair, a gravadora Phonogram relançou o single completo com uma nova variação da imagem da luva original. Contando com os mesmos formatos e lista de canções do lançamento original de 1981, o single foi moderadamente bem sucedido, perdendo por pouco o UK Top 50.
Todas as três variações originais do single de “Suffer the Children” (mais “Wino’) permaneceram inéditas em formato de CD até o lançamento da edição do trigésimo aniversário do álbum The Hurting, em 2013.
Nenhum videoclipe foi produzido para a canção.

## Lista de músicas
7": Mercury / IDEA1 (Reino Unido)
1. "Suffer the Children" (3:36)
2. "Wino" (2:17)

12": Mercury / IDEA12 (Reino Unido)
1. "Suffer the Children [Remix]" (4:15)
2. "Suffer the Children [Instrumental]" (4:26)
3. "Wino" (2:17)

## Posição nas paradas
| Ano  | Parada musical   | Posição |
| ---- | ---------------- | ------- |
| 1985 | UK Singles Chart | 52      |

## Outras aparições
Tendo citado muitas vezes Tears for Fears como uma influência em entrevistas, o projeto britânico de synthpop La Roux incorporou “Suffer the Children”  em sua compilação Sidetracked, em 2010.